# داء اختزان الغلايكوجين النمط الرابع
داء اختزان الغلايكوجين النمط الرابع هو شكل من أشكال داء اختزان الغلايكوجين، ينتج عن خلل خلقي في عملية التمثيل الغذائي، نتيجة طفرة في المورثة (جي بي إي 1)، ما يسبب خللاً في إنزيم تفرع الغلايكوجين، إذ لا يُصَّنع الغلايكوجين بشكله الصحيح، وتتراكم جزيئاته غير الطبيعية في الخلايا، وأكثر هذه الخلايا إصابة هي خلايا القلب والعضلات. تختلف شدة هذا المرض باختلاف كمية الإنزيم المنتج. يعتبر داء اختزان الغلايكوجين من النمط الرابع مرض وراثي متنحي، ما يعني أن كلا الأبوين لديهما أليل متنحي من مورثة المرض ولكن لا تظهر عليهما أعراض المرض. يصيب 1 من 800,000 فرد في جميع أنحاء العالم، و3٪ من جميع أدواء تخزين الغلايكوجين.

## الإمراضية
يحدث هذا الداء نتيجة لاضطراب تصنيع إنزيم تفرع الغلايكوجين، ما يؤدي إلى تخزين سلاسل طويلة جدًا من الغلوكوز غير المتفرع ضمن الغلايكوجين. تتصف جزيئات الغلايكوجين غير المتفرعة بقابلية منخفضة للذوبان؛ ما يفسر تراكمها ضمن خلايا الجسم وخاصة خلايا القلب والكبد، ويسبب صعوبة انحلالها ضمن خلايا العضلات الضعف العضلي.
يفضي كل ما سبق إلى النتيجة النهائية المحتملة لهذا الداء ألا وهي تليف الكبد والموت خلال 5 سنوات.
يلاحظ زياد في نشاط الإنزيم عند البالغين وظهور الأعراض بشكل متأخر لديهم.

## اختلاف الأنواع

### نوع عصبي عضلي قاتل في الفترة المحيطة بالولادة
- تتراكم السوائل الزائدة حول الجنين وفي جسمه.
- يتكون لدى الجنين حالة تسمى متوالية تشوه اللاحركية (اعوجاج المفاصل).
- يسبب قلة حركة الجنين وتيبس المفاصل بعد الولادة.
- يعاني الأطفال الرضع من ضعف العضلات وهزالها.
- لا ينجو الطفل من مرحلة حديثي الولادة بسبب ضعف القلب والرئتين.

### النوع العضلي الخلقي
- يتطور في مرحلة الطفولة المبكرة.
- يعاني الأطفال من توسع عضلة القلب، ما يسبب قصورًا في عمل العضلة القلبية.
- يبقى الطفل على قيد الحياة بضعة أشهر فقط.

### النوع الكبدي المترقي
- يصعب اكتساب الوزن عند الرضع.
- يصاب الكبد بالتليف والضخامة بشكل غير عكوس.
- تتراكم السوائل في جوف البطن، ويرتفع ضغط الدم ضمن الوريد البابي الكبدي.
- يحدث الموت من قصور الكبد في الطفولة المبكرة.

### النوع الكبدي غير المترقي
- يشبه مرض الكبد التدريجي، لكنه ليس شديدًا.
- لا يسبب تليف في الكبد.
- يتظاهر بالضعف والارتخاء العضلي.
- يعيش المصاب حتى سن البلوغ.
- يتفاوت متوسط العمر المتوقع بحسب شدة الأعراض.

### النوع الطفولي العصبي العضلي
- يتطور في أواخر الطفولة.
- يعاني المصاب من اعتلال عضلي وتوسعي في عضلة القلب.
- يتفاوت كثيرًا بين الأفراد
- يعاني البعض من ضعف خفيف في العضلات.
- يعاني البعض من اعتلال العضلة القلبية الحاد ويموتون في بداية البلوغ.

## التشخيص
معايرة ناقلات الغلوكان ألفا

## مصطلحات أخرى
- داءٌ غليكُوجينِيّ من النمط الرابع.
- نقص إنزيم تفرع الغلايكوجين.
- داء جسيمات الغلوكزان المتعددة.
- الداء النشواني

يطلق عليه في بعض الأحيان اسم (مرض أندرسن) نسبتًا لدوروثي هانسين أندرسن.  تسبب الطفرات في GBE1 مرضًا أخف عند البالغين يسمى: داء جسيمات الغلوكوز المتعددة عند االبالغين.

## عند الحيوانات
يُعرف عند الخيول بنقص إنزيم تفرغ الغلايكوجين، أُبلغ عنه في خيول كوارتر الأميركية والسلالات ذات الصلة بها.
أبلغ عن المرض لدى قطط الغابة النرويجية، إذ يتسبب في انحلال العضلات الهيكلية والقلب والجهاز العصبي المركزي في الحيوانات التي يزيد عمرها عن 5 أشهر. لم يترافق مع تليف الكبد أو فشل الكبد.